# Buderaż (gmina)
Buderaż – dawna gmina wiejska istniejąca do 1939 roku w woj. wołyńskim (obecnie na Ukrainie). Siedzibą gminy był Buderaż.
W okresie międzywojennym gmina Buderaż należała do powiatu dubieńskiego w woj. wołyńskim. 1 stycznia 1925 roku gmina została wyłączona z powiatu dubieńskiego, wchodząc w skład nowo utworzonego powiatu zdołbunowskiego.
Według stanu z dnia 4 stycznia 1936 roku gmina składała się z 23 gromad. Po wojnie obszar gminy Buderaż wszedł w struktury administracyjne Ukraińskiej SRR.